# ごめんなさい (アン・ルイスの曲)
「ごめんなさい」は、日本の歌手アン・ルイスの11枚目のシングル。1976年5月25日にビクターレコードから発売された。規格品番はSV-6001。

## 概要
A・B面とも、作詩はなかにし礼、作曲は平尾昌晃が手掛けており、「フォー・シーズン」以来1年半ぶりの起用となった。

## 収録曲
（2曲とも）作詩: なかにし礼、作曲: 平尾昌晃、編曲: 竜崎孝路、演奏：ビクター・オーケストラ
1. ごめんなさい（3分37秒）
2. 明日にしましょう（3分42秒）